# Moreruela de los Infanzones
Moreruela de los Infanzones è un comune spagnolo di 449 abitanti situato nella comunità autonoma di Castiglia e León.